# 第28回フロリダ映画批評家協会賞
第28回フロリダ映画批評家協会賞（だい28かいフロリダえいがひひょうかきょうかいしょう、28th Florida Film Critics Circle Awards）は、2023年の映画を対象とした映画賞。2023年12月13日にノミネート作品が発表され、同月21日に受賞作品が発表された。

## 受賞結果
| 作品賞 | 監督賞 |
| --- | --- |
| - 『君たちはどう生きるか』 - 次点：『メイ・ディセンバー ゆれる真実』 - 『キラーズ・オブ・ザ・フラワームーン』 - 『オッペンハイマー』 - 『パスト ライブス/再会』 | - トッド・ヘインズ - 『メイ・ディセンバー ゆれる真実』 - 次点：クリストファー・ノーラン - 『オッペンハイマー』 - ウェス・アンダーソン - 『アステロイド・シティ』 - ジョナサン・グレイザー - 『関心領域』 - セリーヌ・ソン - 『パスト ライブス/再会』 |
| 主演男優賞 | 主演女優賞 |
| - フランツ・ロゴフスキ - 『パッセージ』：トーマス - 次点：ブラッドリー・クーパー - 『マエストロ: その音楽と愛と』：レナード・バーンスタイン - ポール・ジアマッティ - 『ホールドオーバーズ 置いてけぼりのホリディ』：ポール - キリアン・マーフィー - 『オッペンハイマー』：ロバート・オッペンハイマー - アンドリュー・スコット - 『異人たち』：アダム                     | - リリー・グラッドストーン - 『キラーズ・オブ・ザ・フラワームーン』：モーリー・バークハート - 次点：ザンドラ・ヒュラー - 『落下の解剖学』：サンドラ - 次点：エマ・ストーン - 『哀れなるものたち』：ベラ・バクスター - ナタリー・ポートマン - 『メイ・ディセンバー ゆれる真実』：エリザベス - テヤナ・テイラー - 『A Thousand and One』：イネズ                                                  |
| 助演男優賞 | 助演女優賞 |
| - チャールズ・メルトン - 『メイ・ディセンバー ゆれる真実』：ジョー・ヨー - 次点：ロバート・ダウニー・ジュニア - 『オッペンハイマー』：ルイス・ストローズ - マーク・ラファロ - 『哀れなるものたち』：ダンカン・ウェダーバーン - ドミニク・セッサ - 『ホールドオーバーズ 置いてけぼりのホリディ』：アンガス - ドニー・イェン - 『ジョン・ウィック:コンセクエンス』：ケイン | - レイチェル・マクアダムス - 『Are You There God? It's Me, Margaret.』：バーバラ・サイモン - 次点：ダヴァイン・ジョイ・ランドルフ - 『ホールドオーバーズ 置いてけぼりのホリディ』：メアリー - エミリー・ブラント - 『オッペンハイマー』：キャサリン・オッペンハイマー - ジュリアン・ムーア - 『メイ・ディセンバー ゆれる真実』：グレイシー - シガニー・ウィーバー - 『Master Gardener』：ノーマ |
| 脚本賞 | 脚色賞 |
| - セリーヌ・ソン - 『パスト ライブス/再会』 - 次点：ウェス・アンダーソン - 『アステロイド・シティ』 - サミー・バーチ - 『メイ・ディセンバー ゆれる真実』 - デヴィッド・ヘミングソン - 『ホールドオーバーズ 置いてけぼりのホリディ』 - ジュスティーヌ・トリエ、アルチュール・アラリ - 『落下の解剖学』                                                                    | - トニー・マクナマラ - 『哀れなるものたち』 - 次点：エリック・ロス、マーティン・スコセッシ - 『キラーズ・オブ・ザ・フラワームーン』 - ケリー・フレモン・クレイグ - 『Are You There God? It's Me, Margaret.』 - コード・ジェファーソン - 『アメリカン・フィクション』 - クリストファー・ノーラン - 『オッペンハイマー』                                                                          |
| アニメ映画賞 | ドキュメンタリー映画賞 |
| - 『君たちはどう生きるか』 - 『ロボット・ドリームズ』 - 『スパイダーマン:アクロス・ザ・スパイダーバース』 - 『すずめの戸締まり』 - 『ミュータント・タートルズ:ミュータント・パニック!』 | - 『Menus-Plaisirs – Les Troisgros』 - 次点：『The Eternal Memory』 - 『ココモ・シティ』 - 『Little Richard: I Am Everything』 - 『STILL:マイケル・J・フォックス ストーリー』 |
| 国際映画賞 | アンサンブル賞 |
| - 『落下の解剖学』 - 次点：『関心領域』 - 『君たちはどう生きるか』 - 『ゴジラ-1.0』 | - 『キラーズ・オブ・ザ・フラワームーン』 - 次点：『アステロイド・シティ』 - 『バービー』 - 『How to Blow Up a Pipeline』 - 『オッペンハイマー』 |
| 美術監督/プロダクションデザイン賞 | 撮影賞 |
| - 『アステロイド・シティ』 - 次点：『哀れなるものたち』 - 『バービー』 - 『キラーズ・オブ・ザ・フラワームーン』 - 『関心領域』 | - ダン・ローストセン - 『ジョン・ウィック:コンセクエンス』 - 次点：ホイテ・ヴァン・ホイテマ - 『オッペンハイマー』 - ロドリゴ・プリエト - 『キラーズ・オブ・ザ・フラワームーン』 - ロビー・ライアン - 『哀れなるものたち』 - ウカシュ・ジャル - 『関心領域』 |
| 作曲賞 | 視覚効果賞 |
| - 久石譲 - 『君たちはどう生きるか』 - 次点：ルドウィグ・ゴランソン - 『オッペンハイマー』 - ゲイリー・ガン - 『A Thousand and One』 - ダニエル・ペンバートン - 『スパイダーマン:アクロス・ザ・スパイダーバース』 - ロビー・ロバートソン - 『キラーズ・オブ・ザ・フラワームーン』                                                                                         | - 『ゴジラ-1.0』 - 次点：『ザ・クリエイター/創造者』 - 次点：『オッペンハイマー』 - 『哀れなるものたち』 - 『スパイダーマン:アクロス・ザ・スパイダーバース』 |
| 新人監督賞 | ブレイクアウト賞 |
| - セリーヌ・ソン - 『パスト ライブス/再会』 - 次点：A・V・ロックウェル - 『A Thousand and One』 - レイヴン・ジャクソン - 『All Dirt Roads Taste of Salt』 - コード・ジェファーソン - 『アメリカン・フィクション』 - ジョージア・オークリー - 『Blue Jean』 | - リリー・グラッドストーン - 『キラーズ・オブ・ザ・フラワームーン』 - 次点：チャールズ・メルトン - 『メイ・ディセンバー ゆれる真実』 - 次点：セリーヌ・ソン - 『パスト ライブス/再会』 - ドミニク・セッサ - 『ホールドオーバーズ 置いてけぼりのホリディ』 - ガイ・ピアース - 『プリシラ』 |
| ゴールデン・オレンジ | |
| - D・スミス - 『ココモ・シティ』 - 次点：アレックス・メチャニク - 『メイ・ディセンバー ゆれる真実』 - エリック・ベンディック - 『Path of the Panther』 | |